# زبان بریگاسکی
زبان بریگاسکی گویشی از زبان لیگوری است که در حدود مرزی فرانسه و ایتالیا دست کم هزارتن گویشور دارد.

## نمونه واژگان
| ایتالیایی | بریگاسکی | فارسی |
| --------- | -------- | ----- |
| più       | ciü      | بیشتر |
| piano     | cian     | آهسته |
| fiore     | sciu(u)  | گل    |
| chiave    | ciau     | کلید  |
| occhio    | ögl      | چشم   |
| ponte     | pont     | پل    |
| muro      | muru     | دیوار |